# Jáger András
Jáger András (Várpalota, 1964. szeptember 9. –) magyar színész.

## Életpályája
A Nyugat-Magyarországi Egyetem Andragógia (Művelődésszervező-Személyügyi ügyintéző) szakán tanult. Ezután a Pannon Egyetemen színháztudomány szakos bölcsész lett. 
1985–1990 között Zalaegerszegi Hevesi Sándor Színház tagja volt. 1990–1993 között a Szegedi Nemzeti Színházhoz szerződött. 1993-tól Győri Nemzeti Színházban szerepelt. 1999-től a Győri Vaskakas Bábszínház – állandó vendége.

## Családja
Fia, Jáger Simon színész.

## Fontosabb szerepei
| Előadás                      | Szereplő                                      | Író                                         | Színház               | Bemutató             |
| ---------------------------- | --------------------------------------------- | ------------------------------------------- | --------------------- | -------------------- |
| Édes életek                  | Kálmán                                        | Egressy Zoltán                              | Győri Nemzeti Színház | 2017. március 11.    |
| Félőlény                     | Irodaszörny, Nagy tökély, Belső kongó, Lidérc | Békés Pál, Várkonyi Mátyás                  | Győri Nemzeti Színház | 2016. december 10.   |
| Farkasok és bárányok         | Pavlin Szávelics                              | Alekszandr Nyikolajevics Osztrovszkij       | Győri Nemzeti Színház | 2016. szeptember 24. |
| Alice Csodaországban         | Szív Király/Bill                              | Lewis Carroll, Erdeős Anna, Szemenyei János | Győri Nemzeti Színház | 2016. március 19.    |
| A császár keze               | Parancsnok                                    | Kszel Attila                                | Győri Nemzeti Színház | 2015. december 19.   |
| Anna Karenina                | Szerpuhovszkij tábornok                       | Lev Tolsztoj                                | Győri Nemzeti Színház | 2015. október 10.    |
| Vízkereszt, vagy bánom is én | Kapitány                                      | William Shakespeare                         | Győri Nemzeti Színház | 2015. szeptember 26. |
| A revizor                    | Oszip                                         | Gogol                                       | Győri Nemzeti Színház | 2015. február 14.    |

## Film és sorozat szerepei
- Barátok közt (sorozat, 2003)
- Zsaruvér és Csigavér III.: A szerencse fia (film, 2008)
- Riport (rövidfilm, 2010)
- A berni követ (film, 2014) – Hadnagy
- A tanár (sorozat, 2018) – Rendőr
- Mintaapák (sorozat, 2020) – Rendőr
- Jóban Rosszban (sorozat, 2022)